# جان مک‌کوک
جان مک‌کوک (انگلیسی: John McCook؛ زادهٔ ۲۰ ژوئن ۱۹۴۴) یک هنرپیشه اهل ایالات متحده آمریکا است.